# Highlander
Highlander (bra: Highlander - O Guerreiro Imortal ou Highlander, o Guerreiro Imortal; prt: Duelo Imortal ou Highlander - O Imortal ou Highlander - Duelo Imortal) é um filme britano-estadunidense de 1986, dos gêneros ação, fantasia e aventura, realizado por Russell Mulcahy e estrelado por Christopher Lambert, Roxanne Hart, Clancy Brown e Sean Connery.
O filme retrata a história de Connor MacLeod, um imortal guerreiro escocês do século XVI, que é doutrinado pelo também imortal Juan Sanchez Villa-Lobos Ramirez (Sean Connery) em como combater (e se defender de) outros imortais, para não perder, literalmente, a sua cabeça, pois ao último imortal um prêmio estaria reservado. O filme fez grande sucesso e deu origem a várias continuações e séries de TV.

## Enredo
O filme se passa em duas épocas: a atual, no ano de 1986, e a do tempo em que o guerreiro escocês Connor MacLeod se tornou imortal, a partir de 1536. Ele é ferido mortalmente por Kurgan em uma batalha e misteriosamente ressuscita. Seus amigos e parentes (do clã MacLeod) passam a vê-lo como um demônio e o expulsam da vila onde ele nasceu.
Anos mais tarde, casado com Heather e vivendo em um dos castelos típicos da região das Highlands, ele é encontrado por Juan Sanchez Villa-Lobos Ramirez, um imortal de 2437 anos de idade. Ramirez o ensina a viver e a lutar como um imortal. O jogo em que eles estão envolvidos exige que os imortais lutem até a morte em busca de um prêmio que será dado ao último que restar. A única maneira de matar um imortal é cortar sua cabeça, portanto eles precisam se aperfeiçoar no combate com espadas.
Ainda segundo as regras, quando restarem poucos, os últimos imortais serão atraídos a uma terra distante para lutarem pelo prêmio de natureza desconhecida. Ramirez acha que se trata do controle sobre toda a Humanidade, por isso confia em Connor como um aliado para que o prêmio não caia nas mãos do diabólico Kurgan, um antigo e poderoso imortal. Este reaparece em um momento em que Connor estava fora e Ramirez estava sozinho com Heather. Em luta titânica, Kurgan vence Ramirez e corta sua cabeça.
Muitos anos passam e Connor vive com Heather até que ela sucumbe à idade e morre. Desolado, ele a enterra e parte para sua jornada solitária através dos séculos. Já no século XX, ele se encontra em Nova Iorque, a terra distante para a qual os últimos foram atraídos. Apenas quatro sobreviveram, Connor mata um deles e Kurgan mata o outro. Agora só restam esses dois.
Alheio à situação, Connor se envolve romanticamente com Brenda, uma legista da polícia que descobriu sua identidade a partir da investigação sobre o imortal que Connor matou em Nova Iorque. Nesse momento, percebe-se com clareza a natureza solitária de Connor: ele não pode ter filhos e a morte não o atinge, mas sempre leva seus entes queridos, por isso ele reluta em se envolver com Brenda.
Para atrair Connor à luta definitiva, Kurgan sequestra Brenda. Segue-se um fantástico combate entre os dois imortais que restaram. Quando Kurgan está em vantagem e a ponto de cortar a cabeça de Connor, Brenda intervém e dá a Connor a chance de recuperar sua espada, que foi perdida após eles caírem em um salão. Em campo aberto e sem truques, Connor se mostra superior e vence a batalha final. O prêmio lhe é concedido pelas entidades que controlam o jogo:  a capacidade de ler os pensamentos dos outros mesmo à distância e com isso influenciar os líderes mundiais. Connor também perde sua imortalidade e se torna capaz de gerar filhos.

## Produção
O conceito do filme se originou de uma visita de Greg Winden à Escócia. Ao ver uma armadura, Winden imaginou como seria se o guerreiro desta ainda estivesse vivo. Assim surgiram os Imortais, que lutam entre si.
As filmagens ocorreram em Nova York, na Escócia e em Londres. Todas as cenas com Sean Connery foram filmadas em uma semana devido a agenda apertada do ator.[carece de fontes?]
A banda Queen foi chamada para colaborar na trilha sonora, com seis canções originais, mais tarde elas foram incluídas no álbum A Kind of Magic,  além de ser incluída no filme, "Hammer to Fall" do álbum anterior. As músicas mais notáveis são "Who Wants to Live Forever", escrita pelo guitarrista Brian May que a compôs ao voltar para casa após assistir uma versão inacabada do filme. "A Kind of Magic", foi composta por Roger Taylor a partir de um diálogo, e "Princes Of The Universe", escrita por Freddie Mercury foi usada nos créditos iniciais do filme e da série de TV.[carece de fontes?]

## Prêmios e indicações

### Prêmios
Jupiter Award - 1987
- Melhor Ator: Sean Connery[carece de fontes?]

## Sequências
Além deste filme se seguiram outros quatro: Highlander II: The Quickening (Highlander, A Ressurreição), em 1991; Highlander III: The Sorcerer, em 1994; e Highlander: Endgame (Highlander, A Batalha Final), em 2000 — títulos no Brasil. Em 2007 foi lançado o quinto filme, Highlander: The Source (Highlander: a Origem), sendo o primeiro sem lançamento nos cinemas (sua premiere foi exibida no Sci-Fi Channel) com participação de Christopher Lambert.
Baseadas nos mesmos conceitos dos filmes, duas séries de televisão foram criadas: Highlander (1992-1998), estrelada por Adrian Paul, e Highlander: The Raven (1998), estrelada por Elizabeth Gracen; bem como um desenho animado: Highlander: The Animated Series (Highlander Desenho), de 1994 a 1996. A franquia continuou com uma animação em Flash para a Internet, The Methos Chronicles (2000); o anime Highlander: The Search for Vengeance (2005); dez livros baseados na série de TV; e duas séries em quadrinhos pela Dyamite Entertainment.